# 梅尔利诺
梅尔利诺（義大利語：Merlino），是意大利洛迪省的一个市镇。总面积10平方公里，人口1768人，人口密度176.8人/平方公里（2009年）。ISTAT代码为098039。